# Pahnābād
Pahnābād (persiska: پَهن آباد, پَهنِهبُر, پَهناوَر, پهن آباد) är en ort i Iran.   Den ligger i provinsen Hamadan, i den nordvästra delen av landet, 270 km väster om huvudstaden Teheran. Pahnābād ligger 1 782 meter över havet och antalet invånare är 163.
Terrängen runt Pahnābād är platt åt sydväst, men åt nordost är den kuperad. Runt Pahnābād är det ganska tätbefolkat, med 185 invånare per kvadratkilometer. Närmaste större samhälle är Pasragad Branch, 14,8 km sydväst om Pahnābād. Trakten runt Pahnābād består i huvudsak av gräsmarker.